# 竺景崧
竺景崧（1871年—1943年）又名茂松，浙江省奉化县后竺村人。中华民国政治人物。

## 生平
竺景崧是清朝秀才。1901年，蒋介石入畸山村的皇甫氏学馆。竺景崧成为蒋介石的第四位老师，教蒋介石学作策论。1902年，蒋介石转学至岩头。竺景崧赴宁波法政学堂学习，毕业后出任杭县地方法院推事。1926年，蒋介石任国民革命军北伐总司令，推荐竺景崧任广东省财政部科长、新会县筹饷办事处处长、江门禁烟局局长等职务。南京国民政府成立后，蒋介石安排竺景崧任国民政府立法院第二、三届立法委员。
1943年，竺景崧逝世。